# Gwiazdozbiór Jaszczurki
Jaszczurka (łac. Lacerta, dop. Lacertae, skrót Lac) – gwiazdozbiór nieba północnego leżący między Andromedą a Łabędziem, 68. co do wielkości, wydzielony około 1687 roku przez Jana Heweliusza, opublikowany w 1690 roku, w pośmiertnie wydanym atlasie „Firmamentum Sobiescianum”. Należy do rodziny konstelacji Perseusza. Liczba gwiazd dostrzegalnych nieuzbrojonym okiem wynosi około 35. W Polsce widoczny od lata do zimy.

## Pochodzenie nazwy

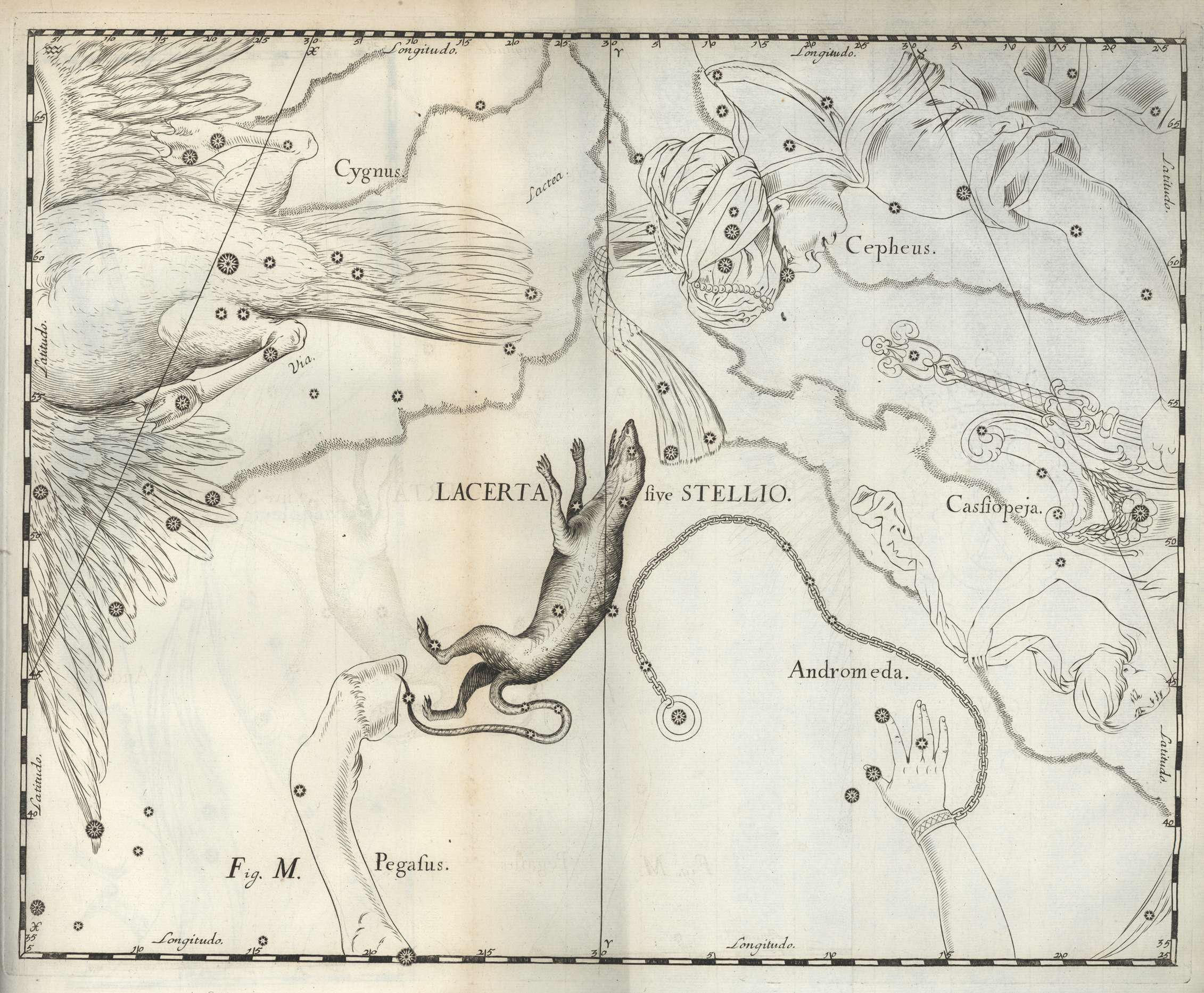
Ilustracja Jana Heweliusza

Gdyby nie Heweliusz, który w najjaśniejszych gwiazdach tego regionu nieba widział zygzakowato wygięte ciało małego gada, ten niewielki gwiazdozbiór być może zyskałby przydomek małej Kasjopei, gdyż główne gwiazdy tworzą charakterystyczny kształt litery W. Jaszczurka to mały gwiazdozbiór w północnej Drodze Mlecznej. Znajduje się w niej sporo małych gromad otwartych, ale żadna z gwiazd nie posiada nazwy własnej ani nie jest związana z nią żadna legenda bądź mit. Johann Bode proponował umieścić w tej części nieba inną konstelację Honores Frederici, upamiętniającą Fryderyka Wielkiego, króla Prus. Wcześniej zwany też Berłem (łac. Sceptrum).

## Gwiazdy Jaszczurki
Ze względu na niewielką jasność, żadna z gwiazd nie posiada własnej nazwy. Astronomowie posługują się ich liczbowo-literowymi oznaczeniami katalogowymi. Główne gwiazdy tworzą zygzakowatą linię, która może naśladować ścieżkę pędzącej jaszczurki. Gwiazdy mają wielkość 4 i 4,5; zadziwiająco dobrze widać je na ciemnym niebie. Obserwując niebo z przedmieścia, należy posługiwać się lornetką, bo zygzak nie jest bardzo długi. Jako leżąca między spiralnymi ramionami naszej Galaktyki Jaszczurka wydaje się świecić bardzo słabo.
- Najjaśniejsza gwiazda Alfa Lacertae ma jasność zaledwie 3,76m. Jest to układ podwójny, w którym jaśniejszy składnik to karzeł o typie widmowym A1. Jego obserwowana wielkość gwiazdowa wynosi 3,78m. Drugi składnik jest słabszy. jego jasność to tylko 11,8m. Natomiast odległość między składnikami wynosi 36. sekund łuku[2].
Mimo że α i β Lacertae leżą w odległości mniejszej niż 200 lat świetlnych, są zbyt słabe, aby było je dobrze widać z Ziemi.
- Z kolei 4 Lacertae jest nadolbrzymem, ale leży w odległości kilku tysięcy lat świetlnych.
- 8 Lacertae to układ czterech białych gwiazd. Główna para ma wielkości 5,7 i 6,5, a rozdzielona jest o 22. sekundy łuku. Około 2,4 razy dalej znajdują się kolejne dwa składniki o wielkościach 10,5 i 9,3m[1].
- EV Lacertae to młoda, szybko rotująca gwiazda rozbłyskowa. Jest czerwonym karłem świecącym 1% mocy Słońca.

Jest kilka gwiazd podwójnych, odpowiednich dla małych teleskopów.
- Struve 2894 (Σ2894) stanowi taką parę gwiazd. Dawes podaje, że są to gwiazdy „biała i niebieska”[1].
- Struve 2902 (Σ2902) składa się z gwiazdy żółtawej i gwiazdy białej[1].
- Struve 2890 (Σ2890) o składnikach jednakowej wielkości 8,5m i odległych o 9,4″ łuku[1].
- Struve 2942 (Σ2942) to bardziej zwarta para odległa o 2,8″ łuku, które Friedrich Struve opisał jako „czerwonawo złotą i popielatą”[1].

## Interesujące obiekty
- NGC 7243, gromada otwarta, oddalona od Słońca o około 2800 lat świetlnych. Składa się głównie z białych i niebieskich gwiazd. Jej jasność widzialna to około 6,4m. Zajmuje na niebie obszar o średnicy 21′[2]. Jest to nieregularna, rozproszona grupa około 40 gwiazd wokół podwójnej gwiazdy Struve 2890[1]. Najbardziej znany obiekt, który można obserwować małym teleskopem.
- NGC 7209, druga gromada otwarta w konstelacji Jaszczurki, zajmuje powierzchnię o średnicy 15′ i jasności widzialnej 7,7m. W jej skład wchodzi około 100 młodych gwiazd i oddalona jest od Słońca o około 3810 lat świetlnych[2]. W 20-centymetrowym reflektorze widać ją jako ładną, ale rozproszoną grupę. Jest tam wiele gwiazd 10. i 11. wielkości, w tym dwie czerwone gwiazdy. Pomarańczowa gwiazda 6. wielkości leży też poza północną krawędzią tej gromady, a w sąsiednich obszarach Drogi Mlecznej umiejscowione są kolejne kolorowe gwiazdy[1].
- NGC 7245 jest najmniejszą i najbledszą z tej trójki, ale wynika to z odległości wynoszącej sześć tysięcy lat świetlnych. Najjaśniejszą jest gwiazda 13. wielkości, więc kiedy 20-centymetrowy teleskop przy małym powiększeniu trafi na tę gromadę, można zobaczyć tylko bladą nierozdzieloną wydłużoną poświatę. Duże powiększenie umożliwi zaobserwowanie około 35 ze 169 gwiazd gromady[1].
- Odkryty w 1929 roku obiekt BL Lacertae, pierwotnie traktowany jako gwiazda zmienna (o wahaniach jasności od 12,4 do 17,2m), jest prototypem grupy galaktyk aktywnych o szybkich i nieregularnych zmianach jasności, nazwanych lacertydami[3].
- Małej mgławicy planetarnej IC 5217 o średnicy 6,6” łuku nie można w zasadzie rozdzielić na gwiazdy za pomocą 40-centymetrowego teleskopu. Ten cel wielkości 12,6 jest bledszy niż dwie sąsiednie gwiazdy, kiedy się patrzy na niego bez filtra, ale jawi się jako najjaśniejszy obiekt, gdy używa się OIII[1].
- Sharpless 126 to mgławica nazwana na cześć astronoma Stewarta Sharplessa, który opublikował w 1959 roku drugą i ostateczną wersję swojego słynnego katalogu mgławic[1].

## Planety pozasłoneczne
W układzie podwójnym ADS 16402 w 2006 roku odkryto planetę wielkości Jowisza obiegającą jeden ze składników. Ten interesujący system dwóch podobnych do Słońca gwiazd i gazowej planety jest przy tym stabilny, co oznacza, że planety mogą istnieć nawet w skomplikowanych grawitacyjnie układach.